# Crispin Klugmichel
Crispin Klugmichel (auch: Klugmihel; * November 1584 in Friedland/Brandenburg; † 26. Juli 1638 in Königsberg (Preußen)) war ein deutscher Philosoph.

## Leben
Klugmichel hatte an der Universität Königsberg studiert und dort am 1. Oktober 1611 den akademischen Grad eines Magisters erworben. 1616 übernahm er als Archipädagoge die Leitung des Königsberger Pädagogiums, welches auf kurfürstlichen Befehl am 17. Dezember 1619 aufgehoben wurde und er somit der letzte Leiter der Einrichtung gewesen war. Stattdessen übertrug man ihm an der Königsberger Hochschule die Professur für praktische Philosophie, die er 15. November 1619 mit der Disputation ordinaria de lege naturae antrat.
Während jener Zeit hatte er Vorlesungen zur Moral, dem Natur- und Völkerrecht gehalten und sich als Ratsherr für die Belange der Stadt Königsberg eingesetzt. Zudem beteiligte er sich auch an den organisatorischen Aufgaben der Königsberger Hochschule und war in den Sommersemestern 1626 sowie 1632 Rektor der Alma Mater.
Klugmichel war mit Anna, Tochter des Valentin Kreuzberger sowie Witwe des Ratsherrn Johann Nieswandt und des Bürgers der Altstadt Abraham Vogt, verheiratet.

## Werke
- Disp. de homine politico.
- Disp. de summo bone hominis.
- Disp. de natura actionum humanarum, republica.
- Disp. de libertate voluntatis in civilibus actionibus.
- Disp. de ratione seu normali philosophiae Practicae Principio.
- Etigam quaestionum illustrium practicarum